# 빅토르 메드베드추크
빅토르 볼로디미로비치 메드베드추크(우크라이나어: Віктор Володимирович Медведчук, 1954년 8월 7일 ~ )
는 우크라이나의 변호사, 기업인 올리가르히이자 정치인으로 2019년 8월 29일 이후로 우크라이나의 국회의원에 당선되었다. 메드베드추크는 2018년부터 2022년까지 친러 성향의 정치단체인 우크라이나의 선택의 회장직에 역임했다. 메드베드추크는 우크라이나의 유럽 연합 가입을 반대하고 있다.
1997년부터 2002년까지 메드베드추크는 우크라이나의 국회의원이었다. 2002년부터 2005년까지는 레오니드 쿠치마 우크라이나의 전 대통령의 대통령실장을 지냈다. 이후 2018년까지 우크라이나 국내 정계에 별다른 활동을 하지 않았다. 2018년 11월 메드베드추크는 "인생을 위한 당"의 정치평의회 의장(당대표)이 되었으며, 나중에 인생을 위한 당은 야권전선과 합당하여 인생을 위한 야권연단이라는 당으로 수립되어 야권연단의 공동당수가 되었다. 2019년 우크라이나 총선에서 야권연단 소속으로 전국정당명부(비례대표) 37명, 지역구 의원 6명이 당선되었다. 2019년 총선 당시 메드베드추크는 야권연단의 비례명부 3순위로 당선되었다.
2021년 2월 19일, 우크라이나 국가안전보장 및 국방위원회는 메드베드추크와 아내 옥사나 마흐첸코를 테러 지원 혐의로 우크라이나 정부의 제재 명단에 포함시켰다. 2021년 5월 11일 우크라이나의 검찰총장은 메드베드추크를 국가반역죄와 크림반도(러시아가 합병했으나 국제적으로는 우크라이나 영토로 인지)의 국가자원 약탈죄로 기소하였다. 2021년 5월 13일부터 메드베드추크가 가택 연금되었다. 메드베드추크는 러시아가 우크라이나를 침공한지 4일만인 2022년 2월 28일 가택연금된 곳에서 탈출하여 실종되었다. 3월 8일 메드베드추크는 야권연단의 공동당수직에서 해임되었다. 2022년 4월 12일 메드베드추크는 보안국 비밀경찰에게 체포되었다.
메드베드추크는 러시아의 대통령 블라디미르 푸틴의 협력자로 자신은 푸틴을 "매우 가까운 친구 사이"라고 말한다. 푸틴은 메드베드추크 막내딸의 대부이기도 하다.